# 藤森慎吾
藤森 慎吾（ふじもり しんご、1983年〈昭和58年〉3月17日 - ）は、日本のお笑いタレント、歌手、MC、俳優、司会者、YouTuber。
お笑いコンビ・オリエンタルラジオのツッコミ担当。相方は中田敦彦。ダンス&ボーカルグループ・RADIO FISHのメンバー｢SHINGO｣（肩書きはSHAMAN）としても活動している。愛称は、チャラ男。

## 略歴
長野県諏訪市生まれ。兄と姉がいる。諏訪市立高島小学校卒業後、父親の仕事の都合で香港に移り、香港日本人学校中学部に入学。卒業後の1998年に帰国し、駿台甲府高等学校に入学。高校3年の時にはテレビドラマ『ビューティフルライフ』で美容師役を演じた木村拓哉に憧れ美容師を志すが、結局挫折した。
2001年4月に明治大学政治経済学部経済学科に入学。その後、アルバイト先で後の相方となる中田敦彦と出会う。お笑いはバラエティ番組を見る程度で詳しくなかったが、中田が漫才をしているビデオを見て興味を持つ。その後芸人としてコンビになろうと中田を誘い2度断られるが、2003年8月1日に3度目の誘いでオリエンタルラジオを結成。2004年に吉本総合芸能学院 (NSC) 東京校10期生として入学。2005年3月、明治大学政治経済学部を卒業。オリエンタルラジオとしての活動を本格的に始める。

### お笑い芸人
2004年のM-1グランプリでNSC在籍中ながら準決勝に進出し、リズムネタ「武勇伝」で一躍注目を浴びた。
2000年代後半からは主に漫才を行い、コンビではツッコミを担当。M-1グランプリの準決勝やNHK新人演芸大賞の決勝に進出を果たしている。
2011年に「アゲぽよ〜!」「君、かわうぃーね」などの決め台詞を使う、チャラ男のキャラクターで再ブレイクを果たす。同年4月までレギュラー出演していたバラエティ番組『森田一義アワー 笑っていいとも!』の楽屋裏でタモリに「お前はいつもチャラチャラしている」といじられていたことから誕生したもので、有吉弘行からは「やっと見つけたキャラクター」と評されている。この年にはユーキャン新語・流行語大賞にノミネートされたが、候補語は「君、きゃわゆいネェ」と発音が異なっている。
また日本テレビ系『ショーバト!』などであやまんJAPANなどと共に披露したチャラい "合いの手" も人気を博した。
2014年ごろからは再びリズムネタを行うようになり、2015年には後輩芸人の8.6秒バズーカーのネタ「ラッスンゴレライ」を巧みに模倣して話題となった。
2023年9月にオリエンタルラジオが漫才協会に加入したものの、9ヶ月間活動実績が無いことを塙宣之会長に指摘されたため、2024年7月16日には東洋館にピンで出演した。

### 音楽活動
2011年6月24日、女性エンターテインメント集団・あやまんJAPANの初の全国ツアー、あやまんJAPAN全国遠征試合「マジお前らに会いてぇわ」の最終日公演に参加。8月10日に同グループとのコラボレーションユニット・藤森慎吾とあやまんJAPANとして、シングル「夏あげモーション」を発売。10月5日には同グループとのコラボレーション第2弾シングル「失恋ベイビー」を発表した。
同年10月19日には音楽グループ・スポンテニアのアルバム『The Beautiful Life』に、相方・中田の実弟FISHBOYと共に参加。2人が曲解説をするトラックが収録された。
2014年に相方のNAKATAらと共にダンス&ボーカルグループ・RADIO FISHを結成。グループではSHAMANという肩書きでメインボーカルや作詞を担当している。
2016年には楽曲「PERFECT HUMAN」が話題となり、年末には第67回NHK紅白歌合戦にも出場した。
また「PERFECT HUMAN」のヒット以降、ユナク from 超新星の「Do Your Own Thing」へのゲスト参加やヒプノシスマイクへの作詞提供、CMでのラップ歌唱など、ラップに関連する仕事のオファーも増加している。

## 人物

### 趣味・特技・嗜好
趣味・特技は料理 で、以前は料理人の兄と同居していた。
高校生のころ、周囲の友人が族車で走り回る中、自身はTW200に乗って彼らを遠くから眺めていたという。漫画『特攻の拓』に登場する鮎川マサトに憧れており、YouTubeの企画にて念願のCB400FOURを購入した。
諏訪市出身であることから近隣の長野県松本市に本拠地を置く松本山雅FCのファンであり、2016年ホーム開幕戦のジェフユナイテッド千葉戦ではビデオメッセージを送っている。
中京テレビ『PS三世』（現『PS純金』）の番組MCになったことをきっかけにプロ野球は中日ドラゴンズを応援しており、シーズン中何度か現地に足を運び観戦をしている。
番組共演をきっかけに乃木坂46のファンとなる。推しは生田絵梨花と公言している。また番組で共演していた生駒里奈や中元日芽香を応援しており、2人の握手会にプライベートで参加したことがある。2021年12月現在では生田、星野みなみ、早川聖来の3人、過去には元メンバーの大園桃子の有料配信サービスであるモバイルメールに加入している。

### エピソード
地元愛が非常に強く、2015年に長野県諏訪エリアの観光特使に就任している。
2019年2月17日と、2020年3月21日に茅野市民館で行われた音楽イベント「スワライズ」にゲストとして大会を盛り上げた｡
2021年4月2日、東京2020オリンピック・パラリンピックの聖火リレー長野県内の2日目の諏訪市エリアの走者を務めた。
2017年10月29日「第29回諏訪湖マラソン大会」、2018年10月29日「第30回大会」にランナーとして出場に続き、2022年10月23日の「第34回」ゲストとして登場。
恋愛観について、自分の話をすごく聞いて欲しいタイプなので、話の途中で割り込んでくる自己主張の強い女性は苦手であると語った。周りからは派手な恋愛に見えるが、本気の恋愛は少ないという。
母親とは日本テレビ系『おしゃれイズム』に一緒に出演したことがあり、2人で旅行に行くこともある。
香港日本人学校中学部時代の同級生に、NHKアナウンサーの佐藤俊吉がいる。
その芸風とは裏腹に、普段は礼儀正しい人物とされている。
先輩芸人であるバッドボーイズの佐田正樹に心酔しており、自身のYouTubeチャンネル内でバイク関連を扱う際には「子分系YouTuber」としても活動している。
2022年1月24日、新型コロナウイルスに感染したことをツイッターなどで明らかにした。
2024年5月1日、4月に一般女性と結婚した事をTBSラジオ「パンサー向井の＃ふらっと」内で公表、11月9日に第1子女児の誕生を報告した。

### 受賞歴
| 年     | ノミネート対象 | 賞        | 部門           | 結果       |
| ------ | -------------- | --------- | -------------- | ---------- |
| 2011年 | 藤森慎吾       | GRP Award | 最優秀ヒト大賞 | ノミネート |

## 作品

### シングル
| # | 発売日        | タイトル                                     | 最高位 | 収録アルバム              |
| - | ------------- | -------------------------------------------- | ------ | ------------------------- |
| 1 | 2011年8月10日 | 夏あげモーション （藤森慎吾とあやまんJAPAN） | 30位   | あやまんJAPAN『ぽいぽい』 |
| 2 | 2011年10月5日 | 失恋ベイビー （藤森慎吾とあやまんJAPAN）     | 56位   | あやまんJAPAN『ぽいぽい』 |

### 参加作品
| 発売日         | タイトル                         | 収録作品                           | 備考     |
| -------------- | -------------------------------- | ---------------------------------- | -------- |
| 2011年10月19日 | Intro 〜相談①〜                  | スポンテニア『The Beautiful Life』 | [ 注 3 ] |
| 2011年10月19日 | Skit 〜相談②〜                   | スポンテニア『The Beautiful Life』 | [ 注 3 ] |
| 2011年10月19日 | Skit 〜相談③〜                   | スポンテニア『The Beautiful Life』 | [ 注 3 ] |
| 2018年01月17日 | Do Your Own Thing feat. 藤森慎吾 | ユナク from 超新星『The One』      | [ 注 4 ] |
| 2020年12月23日 | プレイボーイ (feat. 藤森慎吾)    | JUVENILE『INTERWEAVE』             |          |

### プロデュース
- 寿司居酒屋「寿司よろしくでぇ～す」等をプロデュース
  - 店舗は、新橋・高崎・横須賀・四日市・京都　他
  - ことごとく潰れる(運営会社のアンドモア・川中商事は多数の食中毒事件を起こし、2021年倒産)
- チャラ音シンゴ「泣いてNight」（2012年12月19日、よしもとアール・アンド・シー）

作詞：mathru（かにみそP）& 藤森慎吾 / 作曲・編曲：mathru（かにみそP）
- 藤森慎吾プロデュースのボーカロイドの新キャラクターによる楽曲。ニコニコ生放送・テレビ東京系の番組『ドリームクリエイター』に出演したことをきっかけに制作され、配信限定でリリースされた。
- 藤森プロデュースのもと、ボカロPのかにみそPが楽曲制作とキャラクターデザインを担当した。ただしボーカロイドの声は藤森の声をベースにしているわけではなく、VY2V3を使用している。
- テレビ東京系『ピラメキーノ』の12月度エンディングテーマとして起用された。

- 会員制サウナ&バー「BAR SAUNA」[35]

### 楽曲提供
作詞
- 伊弉冉一二三（木島隆一）「シャンパンゴールド」（2017年12月6日）- シンジュク・ディビジョン "麻天狼" のアルバム『麻天狼 -音韻臨床-』収録。

## 出演
※太字はMC、レギュラー等（映画やアニメなどの場合はメインキャラクターを指す）

### テレビ番組

#### 現在の出演番組
- PS純金（2015年4月3日 - 、中京テレビ） - MC、2019年12月までは相方の中田敦彦も出演。
- 王様のブランチ（2017年4月1日 - 、TBS）
- バーディーラッシュ!!（2022年4月5日[36] - 、BSフジ） - バーディラッシュチーム
- 藤森慎吾の信州観光協会（2024年4月7日 - 、長野朝日放送）[注 5]

特別番組
- &sauna presents 本日ととのえサウナ旅〜十勝篇〜（2020年11月28日、北海道文化放送）
  - &sauna presents 本日ととのえサウナ旅 〜阿寒・知床篇〜（2021年3月28日）
  - &sauna presents 本日ととのえサウナ旅 〜道東・秘境篇〜（2021年10月23日）
  - &sauna presents 本日ととのえサウナ旅 〜アルプスの秘境篇〜（2022年3月26日）
  - &sauna presents 本日ととのえサウナ旅 〜沖縄篇〜（2022年9月10日）
- スケートボードTV（2022年4月24日・7月24日・10月8日、NHK BS1） - 司会

#### 過去の出演番組
- 東京ディズニーリゾート My マップ!（2010年8月 - 2011年12月、ディズニー・チャンネル）
- 世界で誰も見たことがない対決SHOW ほこ×たて（2011年5月2日 - 2013年10月20日、フジテレビ）
- 七人のコント侍（2013年6月 - 8月・2015年4月 - 5月・2016年4月 - 5月、NHK BSプレミアム）
- オリラジ慎吾のハッピーレシピ 〜僕とカノジョのABC Cooking〜（2014年10月3日 - 2016年3月29日、BSフジ）
- SENSORS（2015年12月20日 - 2016年5月29日、日本テレビ）
- 青春!Live Channel（2017年4月 - 2017年9月、テレビ東京） - MC
- ムズムズ!!トゥナイト（2015年4月 - 2019年3月、NST） - はんにゃと月替わりでMCを担当、2016年9月までは相方の中田も出演。
- 爆報! THE フライデー（2011年10月21日 - 2021年3月5日、TBS） - 2018年12月までは相方の中田も出演。
- 火曜サプライズ（2012年10月 - 2021年3月23日・7月6日・2022年1月1日、日本テレビ） - 2020年3月までは相方の中田も出演。
- 全力!脱力タイムズ（2017年6月9日・2018年3月23日・2020年2月28日・2021年2月5日、フジテレビ） - 不定期出演
- 日曜ゴルフっしょ!（2020年7月5日 - 2021年3月28日、テレビ東京） - MC
- みんなでBINGOLF（2021年4月2日 - 10月1日・12月29日、テレビ東京） - MC
- 私が女優になる日_（Season 1）（2021年4月17日 - 2022年3月13日、TBS） - スペシャルサポーター
- CHOTeN 〜今週、誰を予想する?〜（2021年10月2日 - 2022年9月24日、テレビ東京）
- 趣味どきっ!「自分流に はじめよう! 日々、キモノ暮らし」（2021年12月6日 - 2022年1月10日、NHK Eテレ） - MC
- 突然ですが占ってもいいですか？（2022年3月9日、フジテレビ）[37]
- サンデージャポン（2023年1月8日、TBS）
- 日曜日は女子ゴルフな日（2023年3月5日 - 5月28日、中京テレビ） - MC

特別番組
- run for money 逃走中（2011年12月20日・2012年8月28日・2014年9月28日・10月5日、フジテレビ）[注 6]
- ととのう山陰〜サウナでととのう、ヒトとマチ〜（2022年10月16日、山陰放送）

### WEB番組
- Kissうぃ〜ね!（2016年4月14日 - 11月10日、AbemaTV） - MC
- マリキュラム‐出会って1か月で結婚する方法‐（2017年11月16日 - 2018年1月25日、AbemaTV） - MC[38]
- 買えるAbeamTV社（2018年2月1日 - 7月26日、AbemaTV） - MC
- バチェラー・ジャパン（Amazon Prime Video）
  - シーズン2（2018年5月25日 - 6月29日） - ナビゲーター
  - シーズン3（2019年9月13日 - 10月26日） - MC[39]
  - シーズン4（2021年11月25日 - 12月6日） - MC[40]
- 買えるバトルクラブ（2018年8月2日 - 2020年3月19日、AbemaTV） - MC
- 藤森・チョコプラの買えるABEMA 〜プロの逸品を手に入れろ！〜（2020年4月2日 - 6月25日、AbemaTV） - MC
- #マベりまSHOW（2021年7月15日 - 2022年3月30日、Youtube「ソニー・ピクチャーズ 映画」） - チャラディス（ナレーションMC）
- ABEMA BOATRACE COLORS『波乗りSHOWタイム』（2024年4月6日 - 、ABEMA）

### ラジオ番組
- らじらー! サンデー（2015年4月5日 - 、NHKラジオ第1放送） - 2020年10月4日までは相方の中田も出演。
- 中学生の基礎英語レベル2（2025年3月31日 - ）- 生徒役として出演。

### WEBラジオ
- 藤森慎吾の有楽町サウナクラブ supported by &sauna（2022年8月10日 - 、ニッポン放送 PODCAST STATION） - メインパーソナリティ

### テレビドラマ
- 示談交渉人 ゴタ消し 第1話（2011年1月6日、読売テレビ・日本テレビ） - 若林誠 役
- 金田一少年の事件簿N (neo) 第5話（2014年8月16日、日本テレビ） - 国語教師 役
- 悪夢ちゃんスペシャル（2014年2月2日、日本テレビ） - チャラ男 役
- 少女のみる夢（2016年7月4日、テレビ朝日） - 病院の院長 役[41]
- でも、結婚したいっ! 〜BL漫画家のこじらせ婚活記〜（2017年4月4日、関西テレビ・フジテレビ） - 生田徹 役
- インハンド（2019年4月12日 - 6月21日、TBS） - 御子柴隼人 役[42]
- ドクターX〜外科医・大門未知子〜 第6シリーズ（2019年10月17日 - 12月19日、テレビ朝日） - 村崎公彦 役[43]
- ピンぼけの家族（2020年3月4日、NHK BSプレミアム） - 牛山拓也 役
- 13（2020年8月1日 - 22日、東海テレビ・フジテレビ） - 黒川一樹 役
- 恋はDeepに（2021年4月14日 - 6月9日、日本テレビ） - 鶴川優作 役[44]
  - 恋はもっとDeepに -運命の再会スペシャル-（2021年6月16日）[45]
- 仮面ライダーリバイス（2021年9月5日 - 2022年8月28日、テレビ朝日） - リバイスドライバー音声 他[46]
- おしゃ家ソムリエおしゃ子!2 第9話（2021年12月4日、テレビ東京） - 六田木来 役[47]
- 激辛課長（2021年12月19日、BS朝日） - 主演・課長 役[48]
- 何かおかしい 第2話・第4話（2022年6月8日・22日 、テレビ東京） - 本人 役
- 空白を満たしなさい 第3話・第5話（2022年7月16日・30日、NHK） - 木下郁男 役[49]
- 完全に詰んだイチ子はもうカリスマになるしかないの（2022年11月2日 - 12月21日、テレビ東京） - 奥野茂 役[50]
- 全力で、愛していいかな?（2023年2月4日 - 3月25日、テレビ東京 他） - 潤 役[51]
- around1/4 アラウンド・クォーター（2023年、テレビ朝日） - 中村聡 役[52]
- ハイエナ 第1話 - 第3話（2023年10月20日 - 11月3日、テレビ東京） - 浅野博之 役[53]
- 連続テレビ小説 虎に翼 第1話・第2話（2024年4月1日・2日、NHK） - 横山太一郎 役[54]
- JKと六法全書 第1話（2024年4月19日、テレビ朝日） - ケンタロウ 役[55]
- 怪物（2025年7月6日 - 、WOWOW） - 八代正義 役[56]

### WEBドラマ
- ネット興亡記（2020年4月29日 - 5月27日、Paravi / 5月18日 - 6月25日、テレビ東京） - 主演・杉山 役[57]
- 未来世紀SHIBUYA（2021年11月26日、Hulu） - キリタ 役[58]
- 金魚妻（2022年2月14日、Netflix） - 保ヶ辺太朗 役[59]
- 『劇場版 仮面ライダーリバイス』スピンオフ配信ドラマ『Birth of Chimera』（2022年7月22日、東映特撮ファンクラブ） - シックの声
- トップギフト（2022年10月7日 - 、LINE NEWS VISION） - 西島智希 役
- 戦国サウナ（2023年11月13日 - 、YouTube） - 織田信長 役[60]

### 映画
- 津軽百年食堂（2011年4月2日） - 主演・大森陽一 役
- 闇金ウシジマくん Part3（2016年9月22日） - 加茂守 役[61]
- 七つの会議（2019年2月1日） - 新田雄介 役[62]
- Bの戦場（2019年3月15日）[63]
- ザ・ファブル（2019年6月21日） - 河合ユウキ 役[64]
- 劇場版 仮面ライダーリバイス バトルファミリア（2022年7月22日） - シックの声[65]
- 赦し（2023年3月18日） - 岡崎直樹 役[66]
- MIRRORLIAR FILMS Season6『1/96』（2024年12月13日） - 主演・成田 役[67]

### 劇場アニメ
- えいがでとーじょー! たまごっち ドキドキ! うちゅーのまいごっち!?（2007年12月15日） - しんごっち 役[68]
- 映画 プリキュアオールスターズ 春のカーニバル♪（2015年3月14日） - ウタエン 役[69]
- 映画 えんとつ町のプペル（2020年12月25日） - スコップ 役[70]
- かがみの孤城（2022年12月23日） - 伊田先生 役[71]
- たべっ子どうぶつ THE MOVIE（2025年5月1日） - さるくん 役[72]

### 吹き替え
- ハイジ（2006年7月15日） - セバスチャン 役
- ライアンを探せ!（2006年12月16日） - クローク&カモ 役
- TAXi④（2007年8月25日） - エミリアン・クタン＝ケルバレーク 役
- モンスター・ホテルシリーズ - ジョナサン（ジョニー） 役
  - モンスター・ホテル（2012年9月29日）[73]
  - モンスター・ホテル2（2016年2月20日）
  - モンスター・ホテル クルーズ船の恋は危険がいっぱい?!（2018年10月19日）[74]
  - モンスター・ホテル 変身ビームで大パニック!（2022年1月22日、Amazon Prime Video）
- きかんしゃトーマス キング・オブ・ザ・レイルウェイ トーマスと失われた王冠（2014年5月17日） - ノランビー伯爵 役
- ジュラシック・ワールド（2015年8月5日） - ジミー 役[75]
- ミュータント・ニンジャ・タートルズ:影〈シャドウズ〉（2016年） - ビーバップ 役
- カーズ/クロスロード（2017年7月15日） - ジャクソン・ストーム 役[76]
- スパイダーマン:ノー・ウェイ・ホーム（2022年1月7日） - スーツAI 役[77]
- トランスフォーマー/ビースト覚醒（2023年8月4日） - ミラージュ 役[78]

### 舞台
- 人生のピース（2019年8月8日 - 12日、東京芸術劇場シアターウエスト） - 金子茂樹 役[79]
- ローマの休日（2020年10月4日 - 28日、帝国劇場 / 12月20日 - 25日、御園座 / 2021年1月1日 - 11日、博多座） - アーヴィング（カメラマン） 役[80]
- ミュージカル「えんとつ町のプペル」（2021年11月14日 - 28日、東京キネマ倶楽部） - スコップ 役[81]

### CM
- ピコ『1PIKO』（2011年）
- DJ KAORI『DJ KAORI'S PARTY MIX2』（2011年）
- 『Hawaii Five-0』Blu-ray&DVD（2011年12月）
- CHINTAI トラベルサービス（2012年）
- DHC
  - ラディカルフィットセラム（2017年）
  - デクトレンズ（2018年）
  - グリーンバリア トリプルアシスト（2019年）[82]
- メルカリ「メルペイサンデー篇」・「メルペイフィーバー篇」（2020年）[83]
- Roots『採用一括かんりくん』（2020年）
- 楽天 ラクマ「スーパーラクまつり篇」（2021年3月）
- Robot Home Residence kit「IoT賃貸経営なら、Residence kit」（2021年4月）
- インフラトップ「DMM WEBCAMP」（2021年4月）[84]
- レジーナクリニックオム「肌は、男の武器。」編（2021年6月）[85]
- 株式会社No.1（2021年8月）[86]
- BOAT RACE振興会
  - 「アイ アム ア ボートレーサー」（2023年1月 - 12月）[87]
  - 「ボートレース だれもが躍動するスポーツ」（2024年1月 - ）[88]
- 旭化成ホームプロダクツ サランラップ「チャランラップ現る篇」（2023年1月 - ）
- 医療法人誠崇会 医療脱毛クリニック「レジーナクリニック」（2023年12月 - ）[89]

### MV
- UME。「レッツ・ゴーコン大作戦」（2007年4月18日）
- かりゆし58「全開の唄」（2010年5月25日）[90]
- ジャスティン・ビーバー「Sorry」日本版MV（2016年6月22日）[91]
- HKT48「最高かよ」スピンオフMV『最強! 合いの手教則ビデオ』（2016年9月7日）
- OOPARTZ「I.U エレベーター」（2016年10月11日）[92]
- ユナク from 超新星「Do Your Own Thing feat. 藤森慎吾」（2018年1月17日）[93]
- 郷ひろみ「恋はシュミシュミ」振付映像（2018年5月16日）[94]
- DA PUMP「P.A.R.T.Y. 〜ユニバース・フェスティバル〜」（2019年7月23日）[95]

### 玩具
- 仮面ライダーシリーズ（バンダイ） - 玩具ボイス
  - 仮面ライダーリバイス 変身ベルト  DXリバイスドライバー（2021年9月4日）
  - 仮面ライダーリバイス DXオーインバスター50（2021年9月4日）
  - 仮面ライダーリバイス DXオストデルハンマー50（2021年10月23日）
  - 仮面ライダーリバイス 変身ベルト  DXツーサイドライバー（2021年11月20日）
  - 仮面ライダーリバイス 変身ベルト  DXリベラドライバー（2022年3月）
  - 仮面ライダーリバイス DXデッドマンズバイスタンプセット（2022年3月）
  - 仮面ライダーリバイス DXローリングバイスタンプ（2022年2月12日）
  - 仮面ライダーリバイス DXサンダーゲイルバイスタンプ（2022年3月26日）
  - 仮面ライダーリバイス DXギファードレックスバイスタンプ（2022年6月25日）
  - 仮面ライダーリバイス DXフィフティゲイルバイスタンプ（2022年12月）
  - 仮面ライダーリバイス 変身ベルト DXベイルドライバー&デストリームドライバーユニット（2023年1月）
  - 仮面ライダーリバイス 変身ベルト DXキメラドライバー&ジュウガドライバーユニット（2023年1月）
  - 仮面ライダーリバイス DXメモリアルバイスタンプセレクション01 五十嵐一輝&悪魔バイスセット（2023年2月）
  - 仮面ライダーリバイス DXメモリアルバイスタンプセレクション02 五十嵐大二&カゲロウ&ヒロミセット（2023年2月10日）
  - 仮面ライダーリバイス DXメモリアルバイスタンプセレクション03 五十嵐さくら&ラブコフセット（2023年2月）
  - DXジャイアントスパイダー＆メガバットバイスタンプセット（2023年5月10日） ※『【Blu-ray】リバイスForward 仮面ライダーライブ＆エビル＆デモンズ スペシャル版』付属

## 書籍
- 藤森慎吾 東京のチャラうぃ↑店（2012年12月6日、実業之日本社）ISBN 9784408008462
- PRIDELESS(プライドレス) 受け入れるが正解（2021年1月27日、徳間書店）ISBN 9784198652036

### 連載
- 日本経済新聞夕刊「読書日記」（2012年10月3日 - 10月31日）
- Magalry「藤森慎吾のコレする女子スキ!」（2013年2月19日 - ）